# Victor Child Villiers, 7. hrabě z Jersey
Victor Albert George Child-Villiers, 7. hrabě z Jersey (Victor Albert George Child-Villiers, 7th Earl of Jersey, 10th Viscount Grandison, 7th Viscount Villiers, 7th Baron Villiers) (20. března 1845, Londýn, Anglie – 31. května 1915, Osterley Park, Anglie) byl britský státník a bankéř ze starobylého šlechtického rodu Villiersů. Jeho kmotrou byla královna Viktorie, po matce byl vnukem premiéra Roberta Peela. Politicky patřil ke konzervativcům, od mládí zasedal ve Sněmovně lordů. Krátce byl členem vlády a poté guvernérem v Novém Jižním Walesu (1890–1893).

## Životopis
Narodil se v Londýně jako nejstarší ze tří synů Georga Villierse, 6. hraběte z Jersey (1808–1859), a Julie Peelové (1821–1893), dcery premiéra Roberta Peela (alianční příjmení Child-Villiers užívala rodina od roku 1819). Titul hraběte z Jersey zdědil po otci v roce 1859, poté studoval v Oxfordu a po dosažení plnoletosti vstoupil do Sněmovny lordů. Jako peer patřil ke konzervativcům, za vlády Benjamina Disraeliho se stal královským komořím (1874–1880), od roku 1887 až do smrti byl lordem-místodržitelem v hrabství Oxfordshire, kde zároveň zastával funkci smírčího soudce. Dále byl smírčím soudcem a zástupcem místodržitele v hrabství Warwickshire. V Salisburyho vládě byl generálním intendantem armády (1889–1890), v roce 1890 byl jmenován členem Tajné rady, téhož roku obdržel Řád sv. Michala a sv. Jiří.

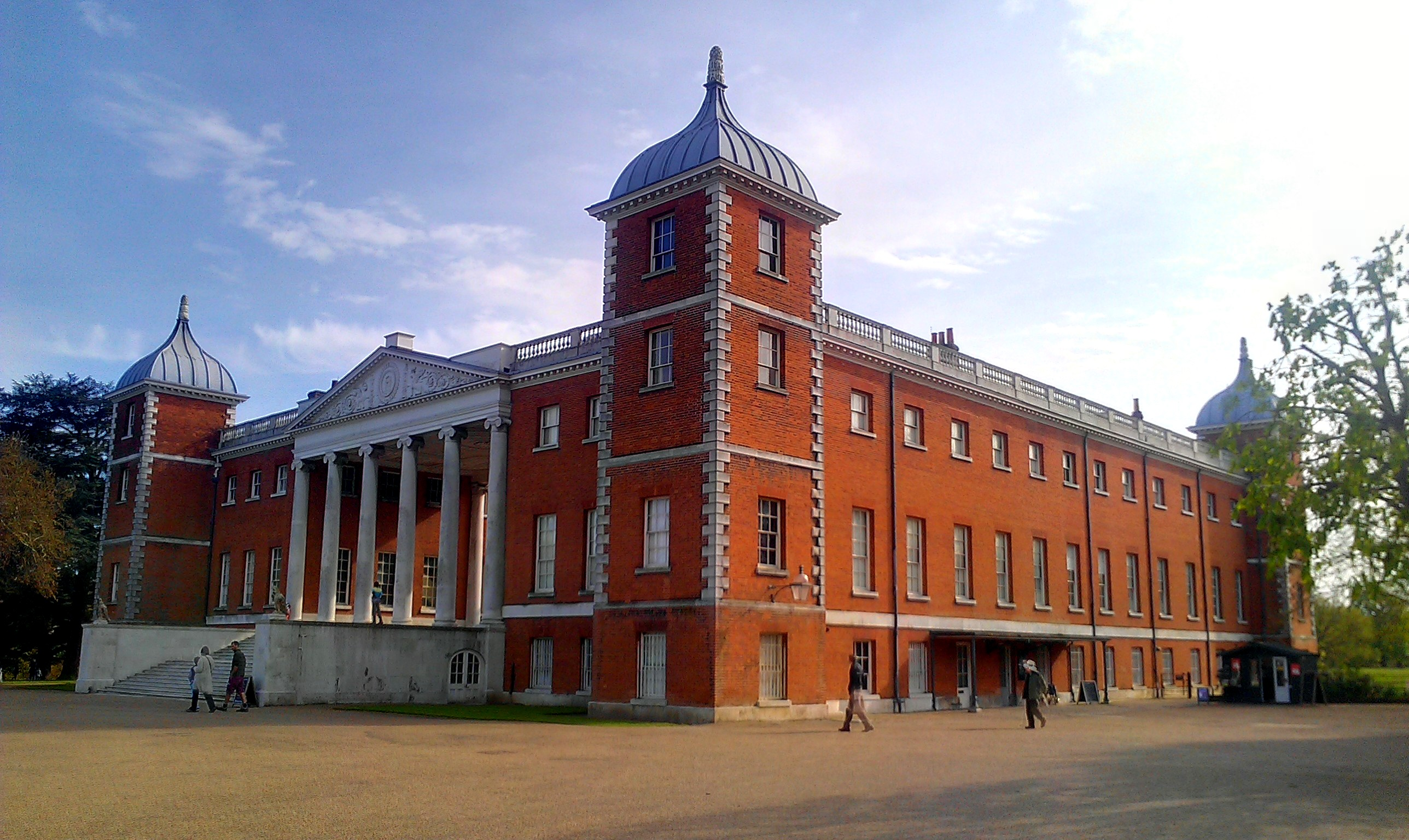
Zámek Osterley Park (Kent), hlavní sídlo hrabat z Jersey

V letech 1890–1893 byl guvernérem v Novém Jižním Walesu, ale i když se začal aktivně zabývat koloniální problematikou, několikrát usiloval o odvolání zpět do Británie. Jako guvernér příliš aktivně nevystupoval, ale v roce 1891 uspořádal setkání zástupců všech australských provincií v Sydney. V roce 1894 zastupoval Spojené království na koloniální konferenci v Kanadě, později byl místopředsedou vládní komise pro lodní dopravu mezi Británií a koloniemi (1906–1909). Podpoře kolonií se věnoval také jako bankéř (byl majoritním podílníkem bankovního domu Child’s Bank), v roce 1905 naposledy navštívil Austrálii, v roce 1900 získal Řád lázně. Po mrtvici v roce 1906 se nadále veřejného dění stranil a zemřel na rodovém sídle Osterley Park (Middlesex).
V roce 1872 se oženil s Margaret Leigh (1849–1945), dcerou 2. barona Leigha a neteří 1. vévody z Westminsteru. Měli spolu šest dětí; tři dcery se provdaly za důstojníky ze šlechtických rodin, dědicem titulů byl syn George Henry Child-Villiers, 8. hrabě z Jersey (1873–1923).